# Jüdische Gemeinde Remiremont
Eine Jüdische Gemeinde in Remiremont, einer französischen Gemeinde im Département Vosges in Lothringen, bestand spätestens seit Anfang des 19. Jahrhunderts und existierte bis zum Holocaust.

## Geschichte
Anfang des 19. Jahrhunderts kamen Juden aus dem Elsass und aus Osteuropa nach Remiremont. Ihre Zahl stieg kontinuierlich bis zum Ende des 19. Jahrhunderts. Sie waren Tuchfabrikanten, Viehhändler oder Metzger. 
Remiremont war seit 1874 Sitz eines Rabbinats, das für die Gebiete des Départements zuständig war, die nicht zum Rabbinat von Épinal gehörten. Dieses Rabbinat unterstand dem Großrabbiner von Vesoul.

## Nationalsozialistische Verfolgung
In den Jahren 1943 und 1944 wurden die jüdischen Bewohner von Remiremont von den deutschen Besatzern deportiert und ermordet. 41 Juden, im Alter von 10 bis 80 Jahren, wurden in Auschwitz getötet.

## Synagoge

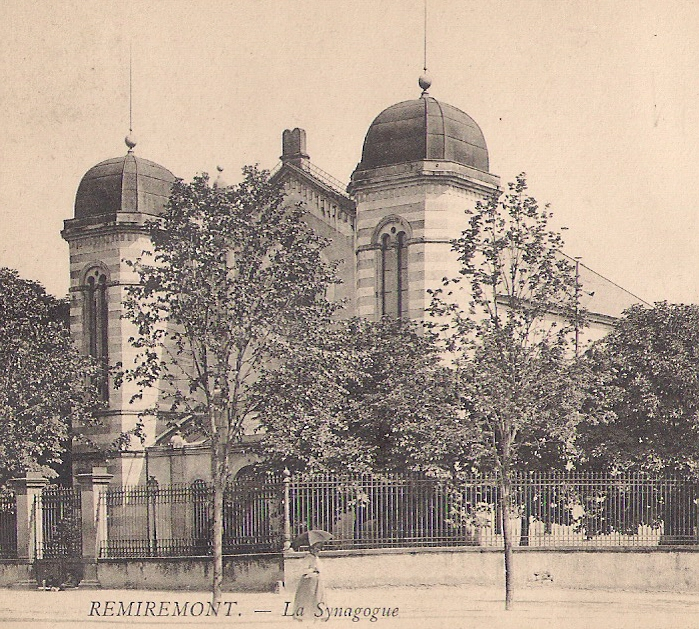
Ehemalige Synagoge in Remiremont

Die erste Synagoge von Remiremont wurde 1825 in einem Privathaus errichtet. Eine zweite Synagoge wurde 1837 in der Rue Maucherville Nr. 10, der ehemaligen Judengasse, eingerichtet. Im Jahr 1884 wurde eine Synagoge in der Avenue Arnot erbaut, die einen Unterrichtsraum im Erdgeschoss und eine Rabbinerwohnung im ersten Stock besaß. Nachdem diese Synagoge 1970 verkauft worden war, wurde der Bau von dem neuen Besitzer abgerissen.

## Friedhof
Der jüdische Friedhof in Remiremont, der 1837 errichtet wurde, befindet sich direkt neben dem kommunalen Friedhof. Viele Grabsteine (Mazevot) sind noch erhalten.